# Compania Britanică a Indiilor de Est

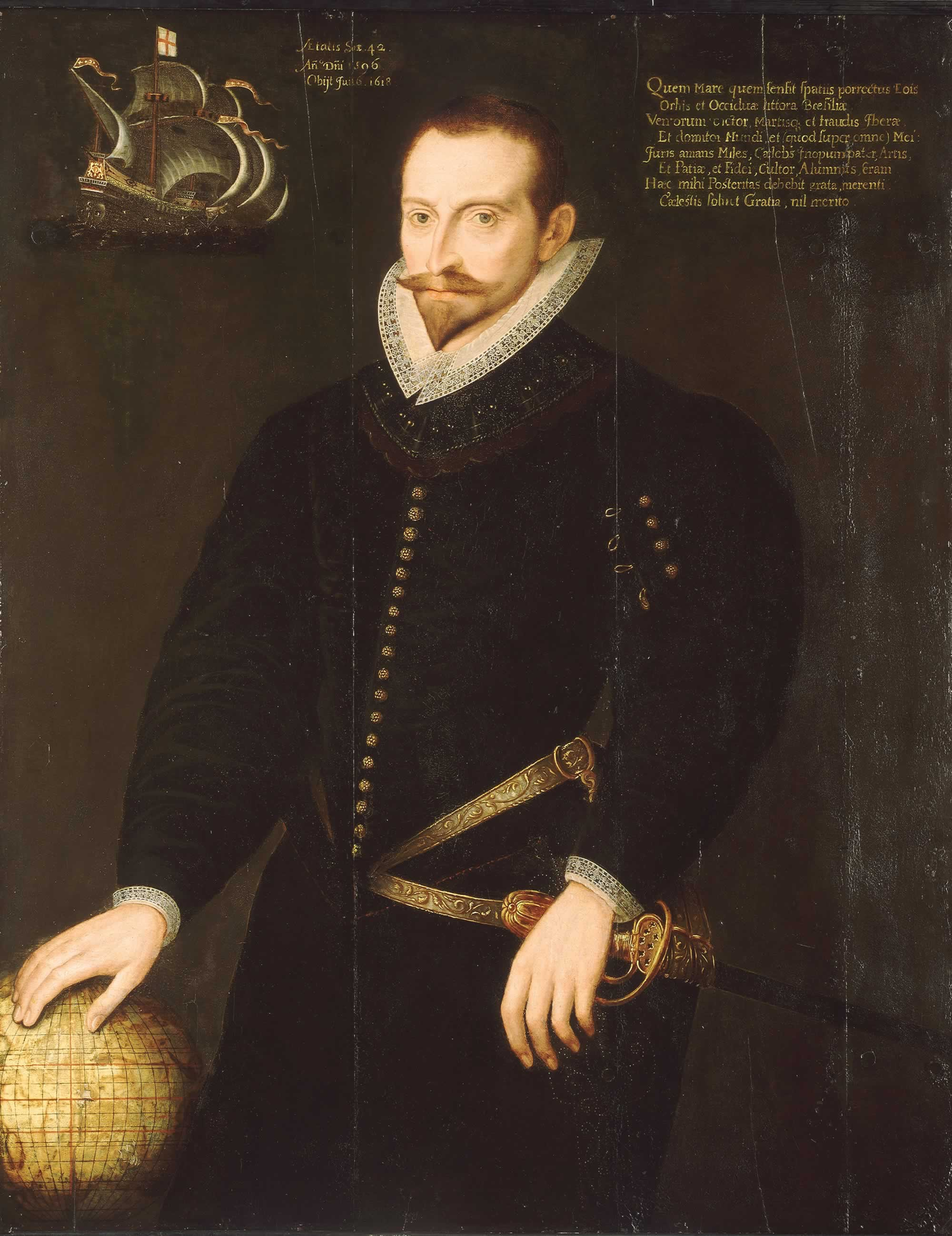
În 1601, Sir James Lancaster a fost cel care a condus primul drum a Companiei Indiilor de Est.

Compania Indiilor de Est (engleză East India Company, East India Trading Company, sau English East India Company apoi British East India Company) a fost una dintre primele societăți pe acțiuni englezești înființată la început pentru a face comerț în Indiile de Est, dar care a ajuns să facă comerț mai ales în India și China, comercializând în principal bumbac, mătase, pigmenți indigo, salpetru, ceai și, în China, opiu.

## Istoric

### Origini
Curând după înfrângerea Armatei spaniole în 1588, navele spaniole și portugheze capturate cu încărcăturile lor au permis călătorilor englezi să călătorească pe glob în căutarea bogățiilor.
Cea mai veche din mai multele companii europene formate în același scop, Compania a primit cartă regală în Anglia, sub numele de Governor and Company of Merchants of London Trading into the East Indies, de către Elisabeta I la 31 decembrie 1600.
După ce o companie engleză rivală i-a contestat monopolul la sfârșitul secolului al XVII-lea, cele două companii au fuzionat în 1708 formând United Company of Merchants of England Trading to the East Indies (Compania Unită a Comercianților Englezi care fac Comerț în Indiile de Est), denumită frecvent Honourable East India Company, pe scurt, HEIC;. Compania a fost denumită în limbajul curent John Company iar în India Compania Bahadur (în hindustani, bahādur).

## Apogeu și declin
Compania a deținut vreme îndelungată o poziție privilegiată în raport cu guvernul englez și, ulterior, cu cel britanic. Ca rezultat, a primit adesea drepturi și privilegii speciale, inclusiv scutiri de taxe și monopoluri comerciale. Acestea au determinat animozitatea concurenței, care vedea în poziția Companiei un avantaj incorect.
Compania a ajuns să guverneze părți mari din India, exercitând putere militară și asumându-și administrația, renunțând treptat la activitățile comerciale. Autoritatea acestei companii în India a început în 1757 după bătălia de la Plassey și a durat până în 1858, când, în urma revoltei indiene din 1857 și conform Legii Guvernării Indiei din 1858, Coroana Britanică și-a asumat administrarea directă a Indiei sub numele de Rajul Britanic. Compania s-a dizolvat în final la 1 ianuarie 1874.